# Popokabaka
Popokabaka är ett territorium i Kongo-Kinshasa. Det ligger i provinsen Kwango, i den västra delen av landet, 210 km sydost om huvudstaden Kinshasa.